# نمول خيطي الأوراق
نمول خيطي الأوراق (الاسم العلمي:Alternanthera filifolia) هو نوع من النباتات يتبع جنس النمول من الفصيلة القطيفية.